# Primo (Comic)
Primo war ein deutsches Comic-Magazin, das von 1971 bis 1974 in insgesamt 104 Ausgaben erschien. Herausgegeben wurde es von Rolf Kauka nach einem Konzept seines Redaktionsdirektors Peter Wiechmann. Kauka wollte damit ein älteres Publikum erreichen als mit seiner etablierten Comic-Zeitschrift Fix und Foxi, die auf 8- bis 14-Jährige ausgerichtet war. Somit geriet Primo auch in Konkurrenz zum Zack-Magazin, das ein Jahr später auf den Markt kam.
Die Erstausgabe erschien am 2. April 1971 noch unter dem Titel Prima Comic, und zwar aus vertriebstechnischen Gründen mit der Nr. 14. Mit der Nr. 23 erfolgte die Umbenennung in Primo Comic, laut redaktioneller Mitteilung eine Kurzform von „primissimo“. Der Hintergrund war allerdings die Beschwerde einer Kundenzeitschrift, die Namensrechte an dem Titel „Prima“ geltend mache. Mit der Konzeptänderung um die Jahreswende 1972/73 entfiel dann auch der Titelzusatz „Comic“. Schon vorher ersatzlos gestrichen worden war eine Beilage namens „Schnick-Schnack“, ein Gimmick nach dem Vorbild des „Gadget“ in der französischen Comic-Zeitschrift Pif, wie es dann auf dem deutschen Markt ab 1975 über die Yps-Hefte populär werden sollte.
Kaukas Absicht, mit einem Comic-Magazin eine etwas ältere Leserschaft zu erreichen, war im Übrigen nicht neu. Bereits Mitte der 1960er Jahre hatte er mit Lupo modern einen ersten Versuch dazu unternommen, an dem auch damals schon Wiechmann als Novize teilweise mitwirkte. Nach mehreren Formatwechseln verliefen diese Bemühungen allerdings im Sande. Wiechmanns Konzept beruhte nun im Wesentlichen darauf, dass in Primo im Unterschied zu Fix und Foxi neben humoristischen Comics vermehrt realistische Abenteuer- und Actionserien erschienen. Diese wurden in der Regel in Fortsetzungen veröffentlicht. Neben Eigenproduktionen wie Die Pichelsteiner und bald auch der SF-Semifunny Mischa sowie den bereits bewährten frankobelgischen Lizenzen kam so Hal Fosters Prinz Eisenherz zum Abdruck, außerdem italienisches und später vor allem spanisches Material wie Der Sheriff von Arturo del Castillo oder Manos Kelly von Palacios.
Ab 1973 erhöhte Wiechmann noch einmal den Anteil an Abenteuerserien und setzte dabei vermehrt auf Eigenproduktionen in Zusammenarbeit mit spanischen Zeichenstudios. Dafür entwickelte er etliche Serien, die er auch selber textete, und Zeichner wie Jordi Bernet (Andrax), Mendez (Kuma) oder Maroto (Capitan Terror, Cosmos Crew) besorgten die grafische Umsetzung.
Die Konzeptänderung schien aufzugehen. War der Erscheinungsrhythmus seit Beginn 14-täglich gewesen, so wurde er ab April 1973 auf wöchentlich erhöht. Nach dem Verkauf des Verlags an ein britisch-niederländisches Konsortium im August des Jahres wurde er allerdings wieder auf die alte Frequenz heruntergefahren, und Ende 1974 wurde Primo sogar ganz eingestellt. Wiechmann machte dafür v. a. mangelndes Interesse der neuen Eigentümer an dem Magazin und seiner Konzeption verantwortlich.

## Veröffentlichte Serien in Primo
Folgende Comics wurde in Primo veröffentlicht:
- Cäsar
- Die Pichelsteiner
- Flossi
- Flip und Fridolin
- Sonny Sam
- Prinz Eisenherz
- Harro und Platte
- Pussi
- Ein Jux mit Jo-Jo
- Marcus und Meister Müller
- Lucky Luke
- Mischa
- Wowman
- Der Sheriff
- Manos Kelly
- Das Comic-ABC präsentiert
- Rallye durch 5 Kontinente
- Peer Viking
- El Cid
- Sammy & Jack
- Das Gespenst von Canterville
- Katja
- Kronan
- Kuma
- Bang-Bang-Sam
- Andrax
- Die Schatzinsel
- Robinson Crusoe
- Furor Teutonicus
- Kastor + Poly
- Capitan Terror
- „Der Goldkäfer“
- Der Schatz der Götter
- Robert
- Moustache
- „Mikro Kosmos“
- Der General
- Air Hawk
- Viva la Revolution
- Delta 99
- Cosmos Crew